# Caldo escocés
El Scotch broth (o traducido caldo escocés) es una especie de sopa muy tradicional de la cocina escocesa. Los principales ingredientes que contiene este caldo son granos de cebada cocinados en carne de vaca o cordero, la inclusión de verduras como zanahorias, nabos y colinabo (elemento muy típico en las sopas del norte de Europa), col y puerros. Las proporciones e ingredientes pueden variar dependiendo de la receta local y de los gustos del cocinero. Se suelen añadir guisantes secos, lentejas, etc a la sopa. Se trata de una sopa que lleva tiempo para ser cocinada de forma adecuada, a veces se suele comercializar en cuenco.